# Верх-Ануйська сільська рада
Верх-Ану́йська сільська рада (рос. Верх-Ануйский сельский совет) — сільське поселення у складі Бистроістоцького району Алтайського краю Росії.
Адміністративний центр — село Верх-Ануйське.

## Населення
Населення — 1044 особи (2019; 1274 в 2010, 1610 у 2002).

## Склад
До складу сільської ради входять:
| Населений пункт     | Населення, осіб (2002) | Населення, осіб (2010) |
| ------------------- | ---------------------- | ---------------------- |
| Верх-Ануйське, село | 1562                   | 1255                   |
| Новосмоленка, село  | 48                     | 19                     |